# Neocheritra megalesia
Neocheritra megalesia är en fjärilsart som beskrevs av Hans Fruhstorfer 1912. Neocheritra megalesia ingår i släktet Neocheritra och familjen juvelvingar. Inga underarter finns listade i Catalogue of Life.